# زلزال بومرداس 2003
زلزال بومرداس حصل في ولاية بومرداس الجزائرية. كان زلزالا رهيبا وعنيفا وضحاياه عديدة. كان هذا بتاريخ الأربعاء 21 مايو 2003 وعند الساعة السابعة وأربع وأربعين دقيقة مساء ضرب زلزال بشدة 6.8° ريختر مدينة بومرداس شمالي الجزائر والتي تبعد 50 كيلومتراً عن العاصمة الجزائر حيث كان الزلزال ذي بؤرة سطحية بلغ عمقها 10 كيلومترات فقط .

## تأثير الزلزال
تسبب الزلزال بوفاة 2,266 شخص وإصابة 10,261 آخرين وقد تضرر أو انهار أكثر من 1,243 بناء بالإضافة إلى تضرر البنى التحتية في جميع الولاية خاصة زموري ،بومرداس ، قورصو ، الثنية وحتى الجزائر العاصمة. كما أدى الزلزال إلى تضرر كوابل الاتصال البحرية أيضاً وقُدرت الأضرار بما يقارب 100 مليون دولار أمريكي ( 13 659 600 00دينار جزائري) .
أدى هذا الزلزال إلى تولد تسونامي قُدر ارتفاع موجته بمترين وتسبب بتضرر القوارب على شواطئ جزر البليار الإسبانية التي تبعد قرابة 300 كيلومتر شمال مركز الزلزال. وقد شُعر بهذا الزلزال في برشلونة وموناكو.
حصل هذه الزلزال في المنطقة الحدودية بين الصفيحة الأوراسية والصفيحة الأفريقية حيث تتحرك الصفيحة الأفريقية على طول هذه المنطقة باتجاه شمال غرب إزاء الصفيحة الأوراسية وبسرعة تقارب 6 ملمترات في العام وتشكل بيئة تكتونية ضاغطة تحدث فيها الزلازل.
سبق للجزائر وأن عانت من عدد من الزلازل المدمرة ففي 10 أكتوبر 1980 تضررت مدينة الأصنام (الشلف حالياً) بشكل شديد من زلزال بلغت شدته 7.1 ريختر تسبب بوفاة 5,000 نسمة على الأقل. تقع مدينة الأصنام على بعد 220 كيلومتر إلى الغرب من مدينة بومرداس وكانت مدينة الأصنام نفسها قد تضررت بشدة في 9 أيلول/سبتمبر 1954 بفعل زلزال بلغت شدته 6.7 ريختر وأدى إلى وفاة أكثر من ألف شخص. في 29أكتوبر 1989 ضرب زلزال بشدة 5.9 على سلم ريشتر على بعد 110 كم غرب مدينة بومرداس وتسبب بوفاة 30 شخصاً.
كما تسبب هدا الزلزال في تشرد الكثير من العائلات وتيتم الأطفال

## تاريخ وموقع الزلزال

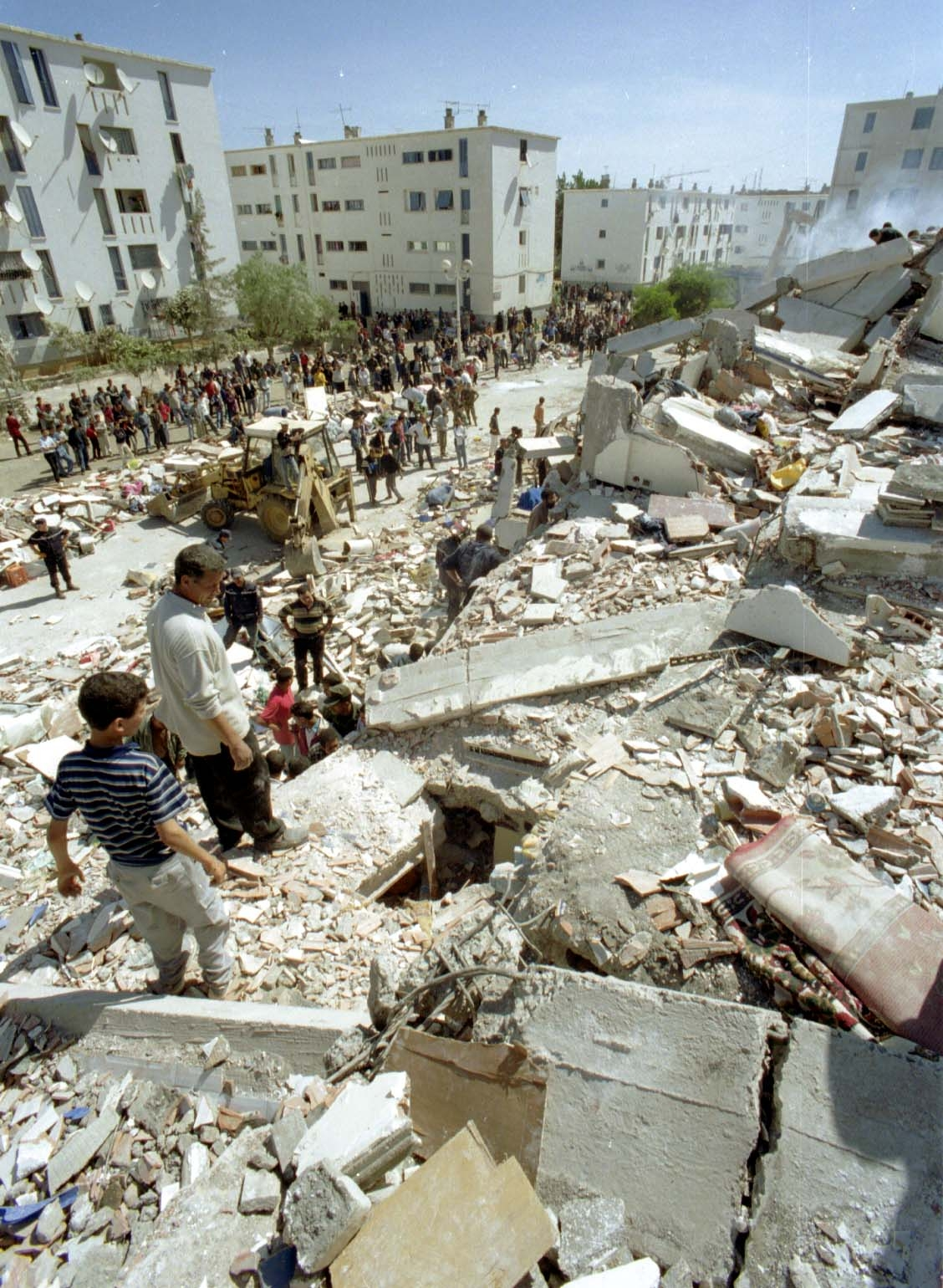
صورة توضح عمارات ومبانى منهارة بسبب الزلزال

زلزال بومرداس حصل في ولاية بومرداس الجزائرية. كان زلزالا رهيبا وضحاياه عديدة. كان هذا بتاريخ الأربعاء 21 مايو 2003 وعند الساعة السابعة وأربع وأربعين دقيقة مساءا ضرب زلزال بشدة 6.8 ريختر مدينة بومرداس شمالي الجزائر والتي تبعد 50 كيلومتراً عن العاصمة الجزائر حيث كان الزلزال ذي بؤرة سطحية بلغ عمقها 10 كيلومترات فقط . 